# Tubissimo
Tubissimo était une émission de call-tv diffusée sur M6 de novembre 2002 au lundi 7 mai 2007.
Elle a été présentée à l'origine par Zuméo et Elsa Fayer, puis par Zuméo et Jérôme Anthony.
De nombreux animateurs se succèderont à la présentation : Théo Phan, David Lantin, Audrey Sarrat, Jenny Zana, Anne-Gaelle Riccio, Karine Lima.
Le concept était simple : des clips, des actualités people et surtout des questions simples du style "qui a chanté ?" ou "complétez les paroles" avec des sommes d'argent à la clé.
L'émission à l'origine créée essentiellement pour caler l'antenne se déplacera à cette fin régulièrement sur la grille d'M6.
Au départ proposée à 16H, elle sera diffusée par la suite à 7h, puis 11h et enfin 10h.
Sa fonction de calage fait que sa durée n'était pas vraiment formatée et pouvait changer de plus ou moins 10 min parfois d'un jour à l'autre
Le générique était pour les 2 premières saisons le titre Sound of Violence de Cassius.